# Hymenophyllum coloratum
Hymenophyllum coloratum là một loài dương xỉ trong họ Hymenophyllaceae. Loài này được A. Braun ex Bosch mô tả khoa học đầu tiên năm 1856.
Danh pháp khoa học của loài này chưa được làm sáng tỏ. 